# Sympherobius insulanus
Sympherobius insulanus är en insektsart som beskrevs av Banks 1938. Sympherobius insulanus ingår i släktet Sympherobius och familjen florsländor. Inga underarter finns listade i Catalogue of Life.